# Zgurița
Zguriţa (Romanian; Yiddish: זגוריצה, Russian: Згурица), prononciation Zguritsa, est une commune du raïon de Drochia au nord de la Moldavie. En 2014, la population est de 2 065 habitants.

## Histoire
Le village est la fusion de plusieurs communes Zgura, Nicoreşti (mentionnées avant 1812) et Zguriţa (petite Zgura) une communauté agricole juive fondée en 1853. Nicoreşti sera plus tard séparée de Zguriţa.
En 1897, la population juive de la ville est de 1 802 habitants, 85 % de la population totale du Shtetl.
Le 3 juillet 1941, les juifs du village qui n'ont pas fui l'arrivée de l'armée roumaine sont enfermés dans des ghetto puis déportés en Transistrie dans le cadre de la persécution et extermination des Juifs en Roumanie. Là-bas, ils souffrirent de maladies et de malnutrition. La majorité d'entre eux y meurent .

## Démographie
| Groupe ethnique      | Part    |
| -------------------- | ------- |
| Moldaves et Roumains | 73,85 % |
| Ukrainiens           | 20,97 % |
| Russes               | 4,07 %  |
| Autres               | 0,58 %  |
| Gagaouzes            | 0,29 %  |

## Personnalités de la ville
- Svetlana Yakir, écrivain russe.
- Mordechai Goldenberg, poète et écrivain en hébreu et yiddish.
- Yenta Mash, écrivain yiddish.
- Pedro and Mauricio Sprinberg, journaliste yiddish.